# ルノー・3
ルノー・3(Renault 3/R3)は、フランスのルノーが製造販売をしていた自動車である。

## 概要
4の廉価版となる車種で、4との差異は、3つ目のサイドウインドウやホイールキャップ、フロントグリルや室内のドアトリムが設定されず、603ccのエンジンを搭載していた点である。
ルノー4との価格差が小さかったため販売は不振に終わった。

## 車名
フランス語では「3」を「トロワ」(仏: trois)と読む。